# Сборная Зимбабве по нетболу
Сборная Зимбабве по нетболу представляет Зимбабве на международных соревнованиях по нетболу. Управляющим органом является Ассоциация нетбола Зимбабве (англ. Zimbabwe Netball Association).
По состоянию на 25 июля 2024, сборная Зимбабве по нетболу занимает 13-е место в мировом рейтинге сборных по нетболу.

## Результаты выступлений

### Чемпионаты мира
| Год       | Место          | Игры           | Победы         | Ничьи          | Поражения      |
| --------- | -------------- | -------------- | -------------- | -------------- | -------------- |
| 1963—2015 | не участвовали | не участвовали | не участвовали | не участвовали | не участвовали |
| 2019      | 8              | 8              | 3              | 0              | 5              |
| 2023      | 13             | 7              | 3              | 0              | 4              |

### Чемпионаты Африки
| Год  | Место          | Игры           | Победы         | Ничьи          | Поражения      |
| ---- | -------------- | -------------- | -------------- | -------------- | -------------- |
| 2010 | не участвовали | не участвовали | не участвовали | не участвовали | не участвовали |
| 2012 | 5              | 5              | 1              | 0              | 4              |
| 2013 | 5              | 3              | 1              | 0              | 2              |
| 2014 | 4              | 5              | 2              | 0              | 3              |
| 2015 | ?              | .              | .              | .              | .              |
| 2017 | 3              | 5              | 3              | 0              | 2              |
| 2018 | 3              | 6              | 4              | 0              | 2              |
| 2019 | ?              | .              | .              | .              | .              |
| 2021 | ?              | .              | .              | .              | .              |
| 2023 | 3              | 6              | 5              | 0              | 1              |

### Африканские игры
| Год  | Место          | Игры           | Победы         | Ничьи          | Поражения      |
| ---- | -------------- | -------------- | -------------- | -------------- | -------------- |
| 1995 | ?              | 1              | 0              | 0              | 1              |
| 1995 | не участвовали | не участвовали | не участвовали | не участвовали | не участвовали |
| 2011 | 7              | 8              | 3              | 0              | 5              |